# District de Nghĩa Đàn
Nghĩa Đàn est un district de la province de Nghệ An dans la côte centrale du Nord au Viêt Nam. 

## Géographie
La superficie du district est de 748 km2. 
Le chef-lieu du district est Nghĩa Bình.